# Opisogonia diffissata
Opisogonia diffissata là một loài bướm đêm trong họ Geometridae.